# Barbara Rychlik
Barbara Rychlik (ur. ok. 1935, zm. 1 lipca 2018) – polska działaczka związkowa, wieloletnia członkini Zarządu Głównego Związku Nauczycielstwa Polskiego. 

## Życiorys
W czasie rozmów Okrągłego Stołu reprezentowała stronę rządową w Podzespole ds. Nauki, Oświaty i Postępu Technicznego. Była wieloletnią aktywistką Związku Nauczycielstwa Polskiego. Piastowała między innymi funkcję prezesa Okręgu Piotrkowskiego oraz wiceprezesa Zarządu Okręgu Łódzkiego ZNP. Była również wiceprzewodniczącą Krajowej Sekcji Emerytów i Rencistów ZNP oraz przewodniczącą Łódzkiej Okręgowej Sekcji Emerytów i Rencistów ZNP. Przez wiele lat zasiadała także w Zarządzie Głównym ZNP. W 2010 została honorowym prezesem Okręgu Piotrkowskiego ZNP.

## Wybrane odznaczenia
- Krzyż Oficerski Orderu Odrodzenia Polski (2000)[6],
- Medal za Zasługi dla Piotrkowa Trybunalskiego